# Carlinville
Carlinville ist eine Stadt und Verwaltungssitz des Macoupin County im US-amerikanischen Bundesstaat Illinois. Das U.S. Census Bureau hat bei der Volkszählung 2020 eine Einwohnerzahl von 5.710 ermittelt.
Carlinville liegt am nordöstlichen Rand des Ballungsgebietes Metro-East, das den in Illinois gelegenen Teil der Metropolregion um St. Louis in Missouri beinhaltet.

## Geografie und Verkehr
Carlinville liegt auf 39°16'54" nördlicher Breite und 89°52'55" westlicher Länge. Die Stadt erstreckt sich über eine Fläche von 6,2 km², die ausschließlich aus Landfläche besteht.
Im Zentrum von Carlinville kreuzen die von Ost nach West verlaufende Illinois State Route 108 und die von Nord nach Süd führende Illinois State Route 4. 20,8 km östlich von Carlinville verläuft die Interstate 55, welche die kürzeste Verbindung von Chicago nach St. Louis bildet.
Auch eine Bahnlinie, die von St. Louis nach Springfield führt, verläuft durch Carlinville. Über die Strecke verkehren neben Güterzügen mehrmals täglich Personenzüge von Amtrak zwischen St. Louis und Chicago.
St. Louis liegt 89,8 km südwestlich von Carlinville, in nordnordöstlicher Richtung sind es 68,9 km in Illinois’ Hauptstadt Springfield.

## Geschichte
Carlinville ist nach Thomas Carlin, dem siebenten Gouverneur von Illinois benannt. Dieser hat als Abgeordneter der Illinois General Assembly die Bildung des Macoupin County betrieben.
Das geschichtlich bedeutendste Gebäude von Carlinville ist das 1870 errichtete Gerichtsgebäude.
Im frühen 20. Jahrhundert wurden in Carlinville viele Sears Catalog Homes errichtet, also Fertighäuser, die im Versandhauskatalog der Firma Sears bestellt werden konnten. Eines der landesweit verkauften Modelle erhielt die Bezeichnung „Carlin“, wovon heute noch 152 der ursprünglich 156 Gebäude existieren. Die Stadt wurde 1918 durch eine Siedlung für die Ölarbeiter der damaligen Standard Oil of Indiana komplettiert.

## Demografische Daten
Bei der Volkszählung im Jahre 2000 wurde eine Einwohnerzahl von 5685 ermittelt. Diese verteilten sich auf 2125 Haushalte in 1393 Familien. Die Bevölkerungsdichte lag bei 922,0/km². Es gab 2289 Gebäude, was einer Bebauungsdichte von 371,3/km² entsprach.
Die Bevölkerung bestand im Jahre 2000 aus 97,0 % Weißen, 1,5 % Afroamerikanern, 0,2 % Indianern, 0,3 % Asiaten und 0,2 % anderen. 0,7 % gaben an, von mindestens zwei dieser Gruppen abzustammen. 0,8 % der Bevölkerung bestand aus Hispanics, die verschiedenen der genannten Gruppen angehörten.
23,4 % waren unter 18 Jahren, 12,8 % zwischen 18 und 24, 25,1 % von 25 bis 44, 19,4 % von 45 bis 64 und 19,4 % 65 und älter. Das durchschnittliche Alter lag bei 37 Jahren. Auf 100 Frauen kamen statistisch 89,7 Männer, bei den über 18-Jährigen 84,1.
Das durchschnittliche Einkommen pro Haushalt betrug $34.259, das durchschnittliche Familieneinkommen $39.693. Das Einkommen der Männer lag durchschnittlich bei $35.137, das der Frauen bei $21.286. Das Pro-Kopf-Einkommen belief sich auf $16.663. Rund 9,0 % der Familien und 12,5 % der Gesamtbevölkerung lagen mit ihrem Einkommen unter der Armutsgrenze.